# José Antonio Aparecido Tosi Marques
José Antonio Aparecido Tosi Marques (Jaú, 13 de maio de  1948) é um arcebispo católico, arcebispo emérito de Fortaleza.

## Estudos e presbiterado
Nasceu em Jaú, na Diocese de São Carlos, sendo o mais velho dos seis filhos de Antônio Marques de Toledo e de Arminda Tosi Marques, ambos já falecidos. Foi batizado em 13 de maio de 1948, na Igreja Matriz de Nossa Senhora do Patrocínio, em sua cidade natal, pelo padre Francisco Serra.
Realizou seus estudos fundamental e médio em Barra Bonita  (1955 - 1965) e no Seminário Menor de São Carlos (1966-1967).
Estudou filosofia no Seminário Diocesano de São Carlos (1968-1970) e fez seus estudos teológicos no Studium Theologicum, em Curitiba (1971-1974).
Ordenou-se padre no dia 8 de dezembro de 1974, em Barra Bonita, pelas mãos de Constantino Amstalden.

## Atividades durante o presbiterado
- Diretor Espiritual, professor e Reitor no Seminário Diocesano de São Carlos.
- Pároco em Santo Antônio (Vila Prado), em São Carlos.
- Coordenador Diocesano de Pastoral Vocacional.
- Vigário Episcopal para a Pastoral.
- Assistente Espiritual Diocesano das Equipes de Nossa Senhora.

## Episcopado
No dia 10 de julho de 1991, o Papa João Paulo II o nomeou bispo auxiliar de Salvador, com a sé titular de Lysinia. Recebeu a ordenação episcopal no dia 20 de setembro de 1991, em São Carlos, das mãos de Dom Lucas Moreira Neves, Dom Constantino Amstalden e Dom Rubens Augusto de Souza Espínola.
No dia 13 de janeiro de 1999, o Papa João Paulo II o nomeou arcebispo de Fortaleza, dando-se a sua posse em 24 de março de 1999
Em 11 de outubro de 2023, teve sua renúncia ao governo pastoral aceita pelo Papa Francisco.

### Atividades durante o episcopado
- Bispo Auxiliar de Salvador (1991-1999).
- Vigário Geral.
- Vigário Episcopal para a Pastoral.
- Administrador Apostólico da Arquidiocese de São Salvador da Bahia.
- Responsável pela Formação dos Seminários, Presbíteros e Diáconos Permanentes.
- Responsável pela Pastoral Vocacional da Juventude e da Família.
- Responsável pelos Movimentos Eclesiais, de modo particular Renovação Carismática Católica e Equipes de Nossa Senhora.
- Professor em seminários.
- Presidente do Regional Nordeste 1, da CNBB.
- Membro delegado pela CNBB da Quinta Conferência Geral do Episcopado Latino-americano e Caribenho (2007).

### Sucessão
Dom José Antônio Aparecido Tosi Marques foi o sexto arcebispo de Fortaleza, sucedendo a Dom Cláudio Hummes.

### Ordenações episcopais
Dom José Antônio presidiu a ordenação episcopal dos seguintes prelados: 
- Sérgio Cardeal da Rocha (2001)
- Plínio José Luz da Silva (2001)
- José Luiz Ferreira Salles, C.Ss.R. (2006)
- Rosalvo Cordeiro de Lima (2011)
- Fernando Barbosa dos Santos, C.M. (2014)
- Evaldo Carvalho dos Santos, C.M. (2019)
- Jesús María López Mauleón, O.A.R. (2019)
- Aurélio Pinto de Sousa (2023)

Foi também concelebrante da ordenação episcopal de: 
- Bruno Gamberini (1995)
- Francisco José Zugliani (1998)
- Odelir José Magri, M.C.C.I. (2010)
- José Luiz Gomes de Vasconcelos (2012)
- Eduardo Malaspina (2018)
- Valdemir Vicente de Andrade (2018)
- Júlio César Souza de Jesus (2018)